# Pride & Glory
Pride & Glory är ett sydstatsrocksinspirerat band grundat av Zakk Wylde. Bandet släppte ett album vid namn Pride & Glory år 1994 på skivbolaget Geffen Records.
Bandet gjorde även videor på låtarna "Losin' Your Mind" och "Horse Called War".

## Medlemmar
- Zakk Wylde (f. Jeffrey Phillip Wielandt 14 januari 1967 i Bayonne, New Jersey) – gitarr, sång (1991–1994)
- James LoMenzo (f. 13 januari 1959 i Brooklyn, New York) – basgitarr, sång (1991–1994)
- Greg D'Angelo (f. 18 december 1963 i Brooklyn, New York) – trummor (1991–1994)
- Brian Tichy (f. 18 augusti 1968 i Denville, New Jersey) – trummor (1994)
- John DeServio – basgitarr, sång (1994)

## Diskografi
Album
- Pride & Glory (1994)

Singlar
- "Horse Called War" (1994)
- "Losin' Your Mind" (1994)